# Pato Branco
Pato Branco – miasto i gmina w Brazylii, w stanie Parana. Znajduje się w mezoregionie Sudoeste Paranaense i mikroregionie Pato Branco. 

## Urodzeni
- Pato Branco to miejsce, w którym urodzili się piłkarze Alexandre Pato oraz Rogério Ceni